# Pandolce
El pandolce genovés o simplemente pandolce (en ligur pandöçe o pan döçe, en Liguria occidental pan du bambin), a menudo también llamado panettone genovés, es un producto típico especialmente de la zona genovesa, pero también del resto de Liguria.
Es un postre habitual durante las fiestas navideñas:  de forma circular, existen dos versiones: "alta" (pandolce alto) y "baja" (pandolce basso). Históricamente la primera versión fue la versión "alta", fermentada naturalmente y con tiempos de preparación muy largos, mientras que recién a finales del siglo XIX, con la introducción de las levaduras químicas, nació la versión "baja", mucho más rápida de preparar.

## Historia
Según una leyenda fue un dux, o Andrea Doria almirante de la República de Génova, en el siglo XVI, quien anunció un concurso entre los pasteleros de Génova por un postre representativo de la riqueza del territorio, nutritivo, duradero y adecuado para viajes largos por mar.

## Tradición
La antigua tradición dice que debe ser llevado a la mesa por los más pequeños de la casa, servido con una ramita de laurel en el medio, símbolo de suerte y bienestar. Tan pronto como lo traiga el joven, debe dárselo al mayor de la casa para que lo corte y distribuya. Además, hay que guardar una rebanada para el primer pobre que llame a la puerta y otra para el día de San Biagio (3 de febrero).

## En Argentina
En Argentina se lo denomina pan dulce o pan dulce genovés, una traducción literal de su nombre italiano. Su plural es "panes dulces" si se escribe separado y "pandulces" si se escribe todo junto.
Fue introducido durante el siglo XIX por los inmigrantes del norte de Italia. En sus comienzos, su preparación se daba en el ámbito familiar, mientras que hoy es elaborado artesanalmente por las diferentes confiterías del país, siguiendo las recetas que fueron legadas de generación en generación. Eventualmente, la popularidad de su nombre influyó en la forma en que se refieren los panetones en Argentina (también como pandulces, de manera indistinta). Estos últimos (pandulces tipo milanés) son fabricados por diversas firmas nacionales en formato industrial. 
En Buenos Aires, una de las confiterías que pervive en las memorias por su sabroso pan dulce es Reibaldi & Gandini, fundada en 1875 por los inmigrantes lombardos Giuseppe Reibaldi y Angelo Gandini, en calle Corrientes 901, esquina Suipacha (hoy desaparecida). Los registros hablan de numerosos clientes llegándose incluso desde los barrios más alejados para adquirirlo, lo que hizo que la confitería construyera un edificio más grande en el mismo lugar. Sin embargo, a comienzos de los años 1930 fue demolida con motivo de las obras de ensanche de la calle Corrientes, que hizo derribar todos los frentes de los edificios levantados sobre la vereda de los números impares, desde Av. Leandro N. Alem hasta Av. Callao. Giuseppe Reibaldi sabía que el edificio en que había puesto todos sus sueños sería destruido y ello le provocó tan hondo pesar que falleció, donando sus bienes al Hospital Municipal de la ciudad. Su viuda, Rosa Ferrante, concretó su resolución disponiendo la construcción de una Sala de Maternidad, que hoy lleva el nombre del donante.

## En Europa del Este y Persia
Un postre similar se produce en los países de Europa del Este y Persia, se llama paska.

## En Reino Unido

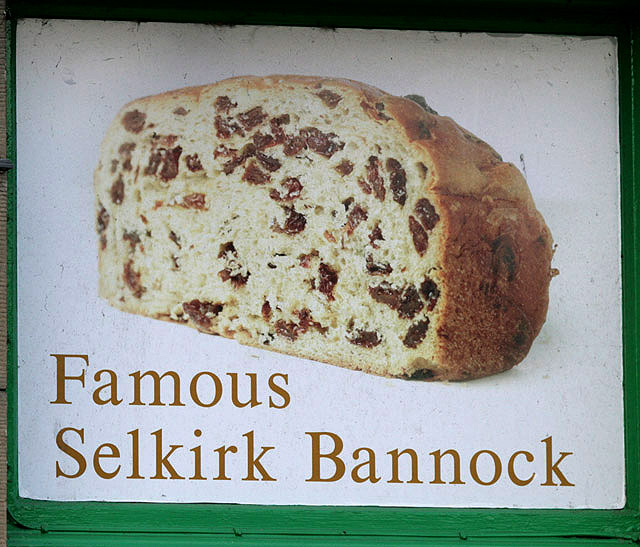
Pandoloce genovés inglés llamado Selkirk Bannock

En Reino Unido se denomina Genoa Cake ("pastel de Génova").
En Selkirk en 1859, el panadero escocés Robbie Douglas hizo un pandolce genovés y lo llamó Selkirk Bannock. Es una variedad de pastel de frutas esponjoso y mantecoso, elaborado con harina de trigo y que contiene una gran cantidad de pasas. Cuando la reina Victoria visitó a Sir Walter Scott, nieto de Abbotsford, se dice que tomó su té con una rebanada de Selkirk Bannock. Hoy en día, los Selkirk Bannocks son populares en toda Gran Bretaña y se pueden encontrar en la mayoría de los grandes supermercados.